# Détroit de Vries

Le détroit de Vries (en russe : Пролив Фриза, Proliv Vriza) est le détroit qui fait communiquer la mer d'Okhotsk avec l'océan Pacifique entre les deux principales îles des Kouriles. Large de 42 kilomètres, il est situé entre la pointe nord-est de l'île Itouroup et la pointe sud-est de l'île Ouroup.
Il porte le nom de l'explorateur néerlandais Maarten Gerritszoon de Vries, qui le décrivit pour la première fois en 1643.
En 1855, le traité de Shimoda fit passer la frontière entre la Russie et le Japon par ce détroit, jusqu'à la signature du traité de Saint-Pétersbourg de 1875, qui modifia cette frontière.